# 圣十字圣殿 (莱切)

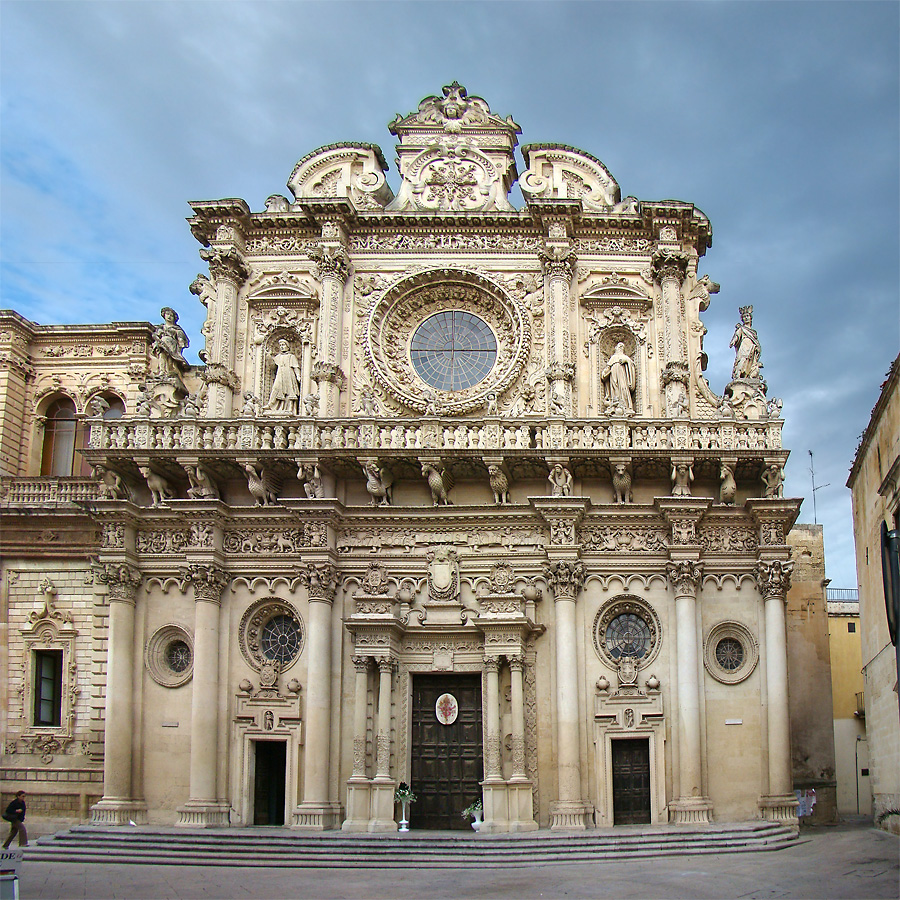
圣十字圣殿

圣十字圣殿（意大利语：Basilica di Santa Croce）位于意大利南部普利亚大区的莱切，是一座华丽的巴洛克建筑，完成于1695年。

## 历史
14世纪，戈蒂耶六世·德·布里安在今天圣殿所在的位置建立了一座修道院，1549年，一座新教堂，和其他教堂一起，收容1510年从莱切被驱逐的犹太人。建造延续了2个世纪：1582年完成下立面，1590年完成穹顶。1606年在Francesco Antonio Zimbalo指导下增建入口。教堂由他的继任者 Cesare Penna（上立面和玫瑰窗）和Giuseppe Zimbalo（上立面装饰）完成。

## 外观
这座圣殿的正立面装饰极为华丽，有6根光滑的圆柱支撑的檐部，装饰着动物、植物和怪诞的人像，拥有一个巨大的玫瑰窗。正门有一对科林斯圆柱和腓力三世 (西班牙)、 Mary of Enghien和戈蒂耶六世·德·布里安的徽章，而侧门是Celestines的。一些阿特拉斯代表1571年勒班陀战役中基督教同盟俘虏的土耳其人。balaustrade 下的动物象征参加战役的基督教政权：龙代表教宗额我略十六世的Boncompagni家族；griffon代表热那亚共和国, Hercules 代表托斯卡纳大公。

## 内部
其内部采用拉丁十字平面，